# Aleksandr Ginzburg
Aleksandr Ginzburg, ros. Александр Ильич Гинзбург (ur. 21 listopada 1936 w Moskwie, zm. 19 lipca 2002 w Paryżu) – radziecki dysydent i dziennikarz.

## Życiorys
Studiował dziennikarstwo na Uniwersytecie Moskiewskim, z którego został wydalony za przepisywanie i rozpowszechnianie wierszy Josifa Brodskiego. Od lat 50. uczestniczył w działaniach kultury niezależnej. W 1959 r.. był pomysłodawcą wydawanego w samizdacie almanachu poetyckiego Sintaksis, do 1960 wydał jego trzy numery. Było to pierwsze pismo podziemne w ZSRR o większym rozgłosie. W lipcu 1960 został skazany pod pretekstem przestępstwa kryminalnego na 2 lata łagru. Po powrocie do Moskwy pracował fizycznie.
W 1966 r. podjął studia wieczorowe w Moskiewskim Instytucie Historyczno-Archiwistycznym. W tym samym roku opracował tzw. Białą księgę, dokumentację procesu Andrieja Siniawskiego i Julija Daniela, którą rozesłano do oficjalnych instytucji w całym ZSRR oraz opublikowano zagranicą. W styczniu 1967 został aresztowany za przygotowanie tej publikacji, a w styczniu 1968 skazany na 5 lat pozbawienia wolności w tzw. procesie czworga (razem z Jurijem Gałanskowem, Aleksiejem Dobrowolskim i Wierą Łaszkową). Protesty w obronie skazanych przyczyniły się do konsolidacji radzieckiego ruchu dysydenckiego.
W 1972 r. zwolniony, pozostał na zesłaniu. W 1974 r. został dysponentem tzw. Funduszu Pomocy Więźniom Politycznym i Ich Rodzinom, którego pomysłodawcą był Aleksandr Sołżenicyn. W maju 1976 został jednym z założycieli Moskiewskiej Grupy Helsińskiej. 3 lutego 1977 został ponownie aresztowany, a w lipcu 1978 skazany na karę 8 lat łagrów o specjalnym rygorze i 3 lata zesłania. W kwietniu 1979 wydalono go z ZSRR w ramach wymiany za obywateli radzieckich skazanych w USA za szpiegostwo. Na emigracji mieszkał w USA, następnie we Francji, gdzie kierował Rosyjskim Ośrodkiem Kultury w Montgeron, był członkiem kolegium redakcyjnego kwartalnika Kontinient, a do 1997 komentatorem tygodnika Russkaja Mysl. Należał do francuskiego PEN-Clubu. W 1998 r. otrzymał, po pokonaniu wielu przeszkód biurokratycznych, francuskie obywatelstwo.